# Carlos Leopoldo dos Santos Diniz
Carlos Leopoldo dos Santos Diniz (1847 – Lisboa, 1917), foi um contra-almirante e escritor naval português, conhecido pelas suas contribuições significativas para a Marinha Portuguesa e literatura naval. Filho de Caetano Xavier Jr. (1815-1887), oficial da Secretaria de Estado dos Negócios da Fazenda, e de Maria Theresa Arnaut dos Santos. Casou em 1871, com Emília do Carmo Freitas, na antiga freguesia da Lapa, em Lisboa.

## Carreira Militar
Iniciou a sua carreira no ramo naval das Forças Armadas Portuguesas com 15 anos, como aspirante de Guarda-marinha . Exerceu diversas funções de responsabilidade crescente, incluindo comandos de navios e participações em conselhos de guerra. Reconhecido tanto pelas suas contribuições técnicas como intelectuais, Carlos Diniz foi também agraciado com honrarias. Apesar de enfrentar recorrentes desafios de saúde, após internamento no hospital militar de Macau (1870), manteve um papel ativo na Marinha Portuguesa até o fim da sua carreira. A sua trajetória na Marinha foi marcada por avanços profissionais significativos e contribuições importantes para as operações navais portuguesas .

### Percurso e Promoções na Carreira:
- Praça a aspirante de marinha (1862-1864).
- Guarda-marinha a Segundo-tenente (1866-1869).
- Primeiro-tenente a Capitão-tenente (1878-1886).
- Capitão de fragata a Capitão de mar e guerra (1890-1896).
- Graduação do posto de Contra-Almirante (1896).

### Embarcações Comandadas e Servidas:
- Corvetas: Bartholomeu Dias (1862, 1893), Sá da Bandeira (1871), Estefânia (1886).
- Canhoneiras: Rio Lima (1882), Quanza (1882), Sado (1887).
- Fragatas: D. Fernando (1877).

### Missões e Destacamentos Relevantes:
- Chefe do Estado-Maior da divisão naval da África Oriental e Mar da Índia (1889-1890).
- Comando do depósito da divisão naval de África Ocidental e América do Sul (1890-1893).
- Chefe da 2ª repartição da secretaria do Conselho do Almirantado (1895).

### Honrarias e Reconhecimentos:
- Medalha militar de prata da classe do comportamento exemplar (1877).
- Grande oficial da Ordem militar de São Bento de Avis (1883, 1897).

## Contribuições Literárias e Académicas
Paralelamente à sua carreira naval, foi autor de várias obras e descrições sobre Moçambique publicados no Boletim da Sociedade de Geografia de Lisboa . Estas publicações sublinham o seu conhecimento marítimo e interesse pela geografia e história.

## Homenagens e Legado
Reconhecido pelas suas contribuições, Diniz foi agraciado com o grau de Grande Oficial da Ordem militar de São Bento de Avis em 1897 . Além disso, foi um dos sócios-fundadores do Clube Militar Naval, evidenciando o seu compromisso com a comunidade marítima de Portugal . Em 1884, foi reconhecido como "o ilustrado tenente da nossa marinha de guerra" pela "Bibliotheca do Povo e das Escolas" .

## Dicionário de Marinha
A sua obra mais significativa, o "Dicionário de Marinha", concluída em 1913, é um testemunho de sua vasta erudição. Preservada na Biblioteca Central da Marinha em Lisboa, esta obra de 291 páginas manuscritas oferece um panorama abrangente do conhecimento naval da época .